# Björksta kyrka
Björksta kyrka är en kyrkobyggnad i Björksta i Västerås stift. Den är församlingskyrka i Kungsåra församling. Kyrkan uppfördes ursprungligen på 1200-talet, möjligen av en rik familj på en gård i närheten. Den var då betydligt mindre, men under utbyggnader de två följande århundradena fick den sin nuvarande storlek. Det karakteristiska tornkrönet är från 1860.
I kyrkan finns rika kalkmålningar, uppförda vid tre olika tillfällen under 1300- och 1400-talet. Här finns också medeltida inventarier i form av en träskulptur, en ovanlig dopkittel i brons och nattvardskärl och en avancerad predikstol från 1652.

## Kyrkobyggnaden
Kyrkan har formen av en salkyrka med rektangulärt långhus, en sakristia i norr, ett vapenhus i söder och ett torn i väst. Murarna är bortsett från fönsternischerna oputsade, vilket gör att byggmaterialen syns tydligt; till övervägande del består de av natursten, medan tegel finns runt fönster och dörrar, på övre delen av vapenhusets gavel och tornet samt i ett mönstermurat band längs takfoten. Både på vapenhusgaveln och på tornet finns blinderingar. Över långhus och utbyggnader finns plåttäckta sadeltak. Tornets kopparklädda lanternin med spets har sällskap av fyra små hörntorn. Tre rundbågiga fönster finns på vardera långsidan av långhuset samt på tornet. På östgaveln finns ett tredelat korfönster med glasmålningar.
Över det enskeppiga kyrkorummet finns fyra tegelvalv, tre kryssvalv och ett, över koret, stjärnvalv. Över tornrummet finns ett stjärnvalv, och över sakristian ett kryssvalv. I de två främre valven samt på korväggen finns medeltida kalkmålningar. Golvet består av slipad kalksten, och bänkarna är slutna. Kyrkan saknar orgelläktare; orgeln är placerad direkt på golvet intill vapenhuset.

## Historia

### Medeltiden
Västra delen av kyrkan är äldst och byggdes på 1200-talet. Det var en mindre kyrka i gråsten med ett smalt torn. Bottenvåningen under tornet kan ha fungerat som doprum eller helgonkapell. Att kyrkan hade ett ursprungligt västtorn kan tyda på att den från början fungerade som en privat gårdskyrka. En legend berättar att det var en drottning vid namn Klava som låg bakom bygget eller bekostade teglet till tornet. De klavliknande prydnaderna på tornet ska vara till hennes åminnelse.
Kyrkan byggdes ut mot öster med ett nytt kor och fick formen av en salskyrka på 1340-talet. Över kyrkorummet uppfördes ett tunnvalv i trä. Samtidigt tillkom sakristian och det tredelade fönstret på korgaveln, som i senare tid blivit återskapat. De första kalkmålningarna tillkom också vid den här tiden eller något senare. När högaltaret, som stod i det nya koret, revs på 1600-talet hittade man en lapp som berättade att det hade blivit invigt 21 november 1349. I altaret fanns också reliker efter Herrens bord, sankt Andreas kors, Erik den heliges svepning, Olof den helige, och Katarina av Alexandria.
Även under andra halvan av 1400-talet genomfördes flera förändringar av kyrkan. Under 1460- eller 1470-talet slogs fyra valv, det längst åt öst över koret i form av ett stjärnvalv medan de tre andra i form av kryssvalv. De två östliga valven dekorerades med kalkmålningar.
Någon gång under de sista decennierna av 1400-talet byggdes tornet på med tegel och kom att bli ett av de mest imponerande landsortstornen i hela Sverige. Samtidig tillkom de karakteristiska dekorationerna i form av blinderingar. Vapenhuset i söder byggdes troligtvis samtidigt.

### Senare förändringar
11 juli 1617, dagen efter att kyrkoherde Nils Mattsson dött, slog åskan ned i tornspiran. Tornet och en stor del av taket skadades svårt av den följande eldsvådan, och även kyrkklockorna smälte. Elden letade sig också in i kyrkorummet och förstörde en stor del av inredningen och många av kyrkans dokument. Efter närmare tio år stod den nya, spånklädda tornspiran färdig. Men 4 juli 1701 drabbades även denna tornspira av åskan men denna gång begränsade sig branden till spiran. En ny ganska låg, pyramidformad huv uppfördes 1738 men också denna förstördes i en brand orsakad av åsknedslag den 15 januari 1858. Då förstördes också en stor del av långhustaket.
Efter branden fick byggmästare Emil Hawerman ansvar för återuppbyggandet. Tornet fick då sin nuvarande kopparklädda lanternin och spira och samtidigt tillkom de fyra småtornen intill. Man passade också på att sätta upp en åskledare. Även taken över långhuset, sakristian och vapenhusen lagades och täcktes med plåt.
Under 1950-talet genomfördes en välbehövlig renovering av kyrkorummet under ledning av arkitekt Carl-Olof Deurell. Golvet och bänkarna revs ut och ersattes med nya, endast de äldre bänkarnas luckor och gavlar från 1783 återanvändes. Den år 1860 uppförda orgelläktaren med tillhörande orgelfasad revs och orgeln placerades istället i vapenhuset. Ett nytt, fristående altarbord tillverkades i kalksten. Samtidigt krympte man långhusets och återskapade det medeltida tredelade korfönstret, som fick glasmålningar av Folke Heybroek.

## Kalkmålningar
De medeltida kalkmålningarna har tillkommit i tre olika perioder av tre olika konstnärer. De övermålades på 1740-talet och är därför till stora delar svårt skadade. Restaureringen skedde samtidigt som den invändiga renoveringen av kyrkan på 1950-talet. Arbetet med framtagandet och konservering genomfördes av Sven Dalén efter ett förslag av arkitekt Carl-Olof Deurell.

### Målningar på korets väggar
På korets östra och södra vägg och i korfönstrets smyg finns flera enskilda gestalter, en figurscen och växtdekor. I korfönstrets smyg finns två sittande gestalter på vardera sidan. Överst i norr sitter Mose med stentavlorna med de tio budorden framför bröstet och mitt emot honom, överst i söder, sitter kung David med en harpa i sitt knä. Figurerna under de två är troligtvis profeter. På väggen på vardera sidan om fönstret står två figurer som är svårt skadade, men kan tänkas föreställa apostlarna Petrus och Paulus. På norra väggen finns en stående gestalt, som möjligen kan vara Dorotea och figurscenen som föreställer Gregorius I:s mässa, då den lidande Kristus uppenbarar sig framför påven. Dessa målningar är äldst och bör ha tillkommit före valvslagningen i kyrkan, troligtvis under 1400-talets första decennier.

### Målningar i valven
Stjärnvalvet i koret är dekorerat med ett flertal figurmedaljonger, varav de flesta är små och svårt skadade. De saknar både attribut och språkband, vilket gör att de inte går att identifiera. I det norra valvfältet är en större medaljong med Smärtomannen, den lidande Kristus och mitt emot honom en välsignande biskop. Medaljongerna är omgivna av växtornamentik, som är betydligt bättre bevarade än gestalterna. Dessa målningar har sannolikt tillkommit i början av 1460-talet och har en klar koppling till målningarna i korvalvet i Strängnäs domkyrka.
Målningarna i det näst östligaste valvet är de yngsta, men de har också de bäst bevarade figurframställningarna. De har tillskrivits den så kallade Roslagsmästaren, som också ligger bakom kyrkomålningar längs Upplandskusten, och daterats till 1470-talet. På dem kan man se de fyra kyrkofäderna Augustinus, Gregorius I, Ambrosius, och Hieronymus. De sitter på stora troner, liknande sarkofager, och är försedda med språkband, vilka bara delvis går att tyda i dag. Omkring dem finns växtornamentik.

## Kyrkogården
Den äldre delen av kyrkogården omgärdas av en kallmurad mur och har haft sin nuvarande storlek sedan åtminstone slutet av 1700-talet. På sluttningen väster om kyrkan invigdes 1978 en ny kyrkogård med minneslund, omgiven av en låg häck.
Björksta socken var redan under bronsåldern en rik bygd, vilket märks av de flera hundra hällristningarna från tiden som finns här. I närheten av vapenhuset, på kyrkans södra sida, finns ett block inmurat i kyrkomuren med 58 skålgropar, 1 rännformig fördjupning och 1 avlång fördjupning. Även i norr, alldeles intill kyrkogården, och delvis under den, finns en häll med hällristningar. De består av 4 skepp, 1 vagn, 30 skålgropar.
På kyrkogården finns också fyra så kallade ringarstenar, en fornlämningstyp som bara finns bevarade i östra Västmanland. Stenarna markerade stället där kyrkklockorna skulle börja ringa när begravningståg närmade sig kyrkan. Vid varje väg fanns tre stenar på olika avstånd; var klockorna skulle börja ringa berodde på hur mycket man betalat. Priset stod på stenarna, 1, 3 eller 6 riksdaler. Totalt har det troligtvis funnits fjorton stenar i Björksta, men endast åtta är bevarade. Den sista framringningen skedde 1951.

## Inventarier
- En träskulptur från första halvan av 1300-talet föreställer helgonkungen Olof med ett troll under sina fötter. Den är tillverkad vid en rhenländsk verkstad.[13]
- Dopfunten i brons är tillverkad av mäster Peder i Västerås, och är både den äldsta och finaste av hans bevarade funtar. Den är prydd med rosettornament och en skrift på latin som översatt lyder: ”Herrens år 1529. Kaniken Olof Andersson kyrkoherde.” 1529 var samma år som kyrkoherden tillträdde och kanske det är en gåva från honom.[6][14] Det finns också en fot till en medeltida dopfunt i sandsten bevarad i kyrkan.[15]
- Nattvardskärlen består av en paten och kalk, med en senare förändrad skål, från 1300-talet. Skrinet för oblaten är från 1636 och skänktes till kyrkan av ägarna av Målhammar.[15]
- Predikstolen med ljudtak från 1652 är troligtvis tillverkad i Danmark eller Nordtyskland. På sidorna finns det flera skulpturer där Jesus, som avbildas med världsalltets klot är omgiven av evangelister och apostlar, bland dem Petrus med en nyckel som attribut och Filippos med en korsstav. På 1950-talet renskrapades den från förgyllningar och måleri som gjorts på 1700- och 1800-talet.[15][1]
- På en tavla från 1710 vid sakristian avbildas prästen Andreas Georgii Schedvimontanus (1560-1652) med sina två fruar och 19 barn. Men på tavlan avbildas 12 söner och 7 döttrar; i själva verket hade han 14 söner och 5 döttrar.[16]
- Från 1600-talet kommer ett dopfat i mässing som visar hur Abraham ska offra sin son Isak.[15]
- Kyrkan har sex ljuskronor varav de äldsta är från 1600-talet. I koret finns fyra ljusarmar, också de från 1600-talet. [17]
- I tornet finns två kyrkklockor. Den största väger 1 970 kg och göts 1905 av Johan Beckman. Det var, enligt inskriptionen, den femte omgjutningen. Den mindre klockan, som väger 1 ton, göts ursprungligen 1742 men blev sedan omgjuten efter branden 1858. Den bär inskriptionen: ”Efter åskelden den 15 januari 1858 blef denna klocka, äfvensom den större, omgjuten med Guds hjelp af N. P. Linderberg i Sundsvall.”[17]
- På Historiska museet finns dels en dörr från 1400-talet med dekorativa järnbeslag och en runinskrift, som tidigare satt i kyrkans sydportal.[2] På museet finns också en nedre del av en monstrans från kyrkan, som troligtvis är tillverkad på 1400-talet.

### Orgel
- 1710 reparerade Sven Strömberg orgeln i kyrkan.[18] 1741 reparerades ett gammalt orgelverk med 6 stämmor av Eric Löfberg. 1773 ska det finnas lämningar kvar av pedal och klockspel som tidigare funnits i kyrkan.[19]
- 1779 byggde Jonas Ekengren, Stockholm en orgel med 10 stämmor, två manualer och bihängd pedal.
- 1860 byggde Anders Gustaf Nygren, Stockholm en orgel med 6 stämmor, en manual och bihängd pedal.
- 1930 byggde A Magnussons Orgelbyggeri AB, Göteborg en orgel med 15 stämmor.
- År 1975 fick kyrkan den nuvarande orgel, tillverkad vid A Magnussons Orgelbyggeri AB i Mölnlycke.[17] Orgeln är mekanisk.

| Huvudverk I   | Bröstverk II    | Pedal       | Koppel |
| Gedackt 8´    | Spetsflöjt 8´   | Subbas 16´  | I/P    |
| Principal 4´  | Rörflöjt 8´     | Borduna 8´  | II/P   |
| Rörflöjt 4'   | Gedacktflöjt 4' | Pommer 4'   | II/I   |
| Waldflöjt 2'  | Principal 2'    | Dulcian 16' |        |
| Mixtur 3 chor | Sifflöjt 1 1⁄3' |             |        |
|               | Krumhorn 8'     |             |        |
|               | Tremulant       |             |        |